# Церковь Василия Блаженного (Калуга)
Церковь Василия Блаженного — приходской православный храм в Калуге. Относится к Калужской епархии Русской православной церкви. Расположен на ул. Герцена, 15.

## История
В описи 1626 года храм указан как «Церковь Василия Великого в остроге ж на посаде». В описи 1685 года церковь описана как деревянная с 4 колоколами. В 1742 году после пожара выстроена приходскими людьми и вкладчиками каменной и находилась на площади около Никитской церкви с северной её стороны, на месте, известном под именем Никитского кладбища. В 1801 году в связи с обветшалостью и новым планом застройки города она была разобрана и перенесена на настоящее место, где тогда располагалась Солдатская слобода. В XVIII веке на этом месте было кладбище и стояла каменная часовня во имя Казанской Божией Матери, принадлежавшая Мироносицкой церкви. Трапезная была расширена в 1830, второй придел построен в 1855, колокольня — в 1830 году при губернском архитекторе Н. Ф. Соколове.
В 1938 году храм был закрыт. С 1960-х годов в нем размещался склад АО «Медтехника». Калужской епархии храм передан 25 февраля 2000 года в аварийном состоянии: в течение многих лет полностью отсутствовала кровля на центральном куполе. Летом того же года при реставрационных работах купол обрушился. Первое богослужение в восстановленном храме было совершено 16 апреля 2005 года. С этого момента богослужения совершаются регулярно.